# Tanaecia palguna
Tanaecia palguna är en fjärilsart som beskrevs av Moore 1857. Tanaecia palguna ingår i släktet Tanaecia och familjen praktfjärilar. Inga underarter finns listade i Catalogue of Life.